# Euterpe

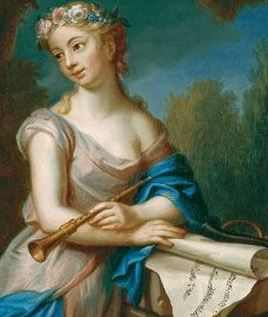
Musa Euterpe, de Handmann.

En la mitología griega, Euterpe (en griego Ευτέρπη, «La muy encantadora» o «la de agradable genio») es la musa del arte de tocar la flauta. A Euterpe se le asigna el estudio de la Naturaleza. Es la inventora de la tragedia (o al menos de los coros trágicos), de la flauta y de las matemáticas.
Como las demás Musas era hija de Mnemosina y de Zeus. Por lo general se la representa coronada de flores y llevando entre sus manos el doble-flautín. En otras ocasiones se la representa con otros instrumentos de música: violines, guitarras, tambor, etcétera. A finales de la época clásica se la denominaba musa de la poesía lírica, y se le representaba con una flauta en la mano. Se dice que Apolo fue padre, con una de las «madres celestes (las musas)», de Lino («canto de lamento»), Himeneo («canto nupcial») y Yálemo («canción de suma tristeza»); cada uno fue hijo de una musa diferente pero sus identidades no se han conservado.
Unos pocos dicen que inventó el aulos o flauta doble, aunque la mayoría de los estudiosos de la mitología conceden ese honor a Atenea, como se da a conocer en el mito de Marsias y su duelo con Apolo. El río Estrimón dejó a Euterpe embarazada. Su hijo, Reso, dirigió a una partida de tracios y murió a manos de Diomedes en Troya, según la Ilíada de Homero.
Su nombre procede del griego eu (bien) y τέρπ-εω (contentar).